# محرم كوسا
محرم كوسا (بالتركية: Muharrem Köse)‏، عقيد سابق في القوات المسلحة التركية ومستشار رئيس أركان الجيش. اشتبه أنه قائد لمحاولة الإنقلاب في تركيا، كما اشتبه أنه من أسس مجلس السلام الذي اُعلن عنه في بيان بالتليفزيون التركي، وأول من ذكر اسم كوسا كانت وكالة الأناضول للأنباء المملوكة للدولة، كما اُدعي أن كوسا موالٍ لمحمد فتح الله كولن المعارض للرئيس التركي رجب طيب إردوغان، لكن لم يتم تأكيد أي إدعاء من هذه الإدعاءات.